# NGC 4626
NGC 4626 (другие обозначения — MCG -1-32-40, IRAS12398-0646, PGC 42680) — спиральная галактика с перемычкой (SBbc) в созвездии Девы. Открыта Уильямом Гершелем 20 марта 1789 года.
Объект входит в число перечисленных в оригинальной редакции «Нового общего каталога».
Эта сильно наклонённая спиральная галактика, вероятно, образует физическую пару с NGC 4628, находящейся на расстоянии 4,3′ к северу. Спроецированное расстояние между двумя галактиками составляет около 156 тыс. световых лет. На фотографиях NGC 4626 видна как неправильный веретенообразный объект с возможным пылевым облаком на западном фланге. Визуально в любительский телескоп галактика кажется немного более размытой, чем её компаньон NGC 4628; это овальное пятно света, которое немного ярче в середине и ориентировано с северо-востока на юго-запад. Обе галактики могут быть одновременно видны в поле зрения с высоким увеличением, но они довольно тусклые. Радиальная скорость: 2790 км/с. Расстояние: 125 млн световых лет. Диаметр: 47 тыс. световых лет.
В галактике в 2012 году наблюдалась вспышка сверхновой типа II, получившей обозначение  SN 2012cr. Её пиковая видимая звездная величина составила 18,3m.